# جوان كان
جوان كان (بالإنجليزية: Joan Kahn)‏ (13 أبريل 1914، نيويورك في الولايات المتحدة - 12 أكتوبر 1994، نيويورك في الولايات المتحدة)؛ كاتِبة مُتخصِّصة في أدب الأطفال وروائية أمريكية.